# John Bodden
John Alston Hoore Bodden (La Ceiba, 30 ottobre 1981) è un calciatore honduregno, portiere del Marathón.

## Carriera

### Club
Comincia a giocare nel Deportes Savio. Nel 2001 si trasferisce al Victoria, in cui milita per nove anni. Nel 2010 passa al CD Necaxa. Nel 2012 torna al Victoria. Nel 2014, dopo una breve esperienza in Paraguay, allo Sportivo Luqueño, torna per la terza volta al Victoria. Nell'estate 2016 viene acquistato dal Marathón.

### Nazionale
Viene convocato per la prima volta in Nazionale nel 2003. Portiere di riserva, riuscirà a debuttare quattro anni dopo, il 22 agosto 2007, in El Salvador-Honduras (2-0), subentrando all'inizio della ripresa a Orlin Vallecillo. Ha partecipato, con la maglia della Nazionale, alla Gold Cup 2009. Ha collezionato in totale, con la maglia della Nazionale, 5 presenze ed ha subito una rete.

## Statistiche

### Cronologia presenze e reti in Nazionale
| Cronologia completa delle presenze e delle reti in nazionale ― Honduras | Cronologia completa delle presenze e delle reti in nazionale ― Honduras | Cronologia completa delle presenze e delle reti in nazionale ― Honduras | Cronologia completa delle presenze e delle reti in nazionale ― Honduras | Cronologia completa delle presenze e delle reti in nazionale ― Honduras | Cronologia completa delle presenze e delle reti in nazionale ― Honduras | Cronologia completa delle presenze e delle reti in nazionale ― Honduras | Cronologia completa delle presenze e delle reti in nazionale ― Honduras |
| Data                                                                    | Città                                                                   | In casa                                                                 | Risultato                                                               | Ospiti                                                                  | Competizione                                                            | Reti                                                                    | Note                                                                    |
| ----------------------------------------------------------------------- | ----------------------------------------------------------------------- | ----------------------------------------------------------------------- | ----------------------------------------------------------------------- | ----------------------------------------------------------------------- | ----------------------------------------------------------------------- | ----------------------------------------------------------------------- | ----------------------------------------------------------------------- |
| 22-8-2007                                                               | San Salvador                                                            | El Salvador                                                             | 2 – 0                                                                   | Honduras                                                                | Amichevole                                                              | -0                                                                      | 46’                                                                     |
| 6-2-2008                                                                | San Pedro Sula                                                          | Honduras                                                                | 2 – 0                                                                   | Paraguay                                                                | Amichevole                                                              | -0                                                                      |                                                                         |
| 22-5-2008                                                               | San Pedro Sula                                                          | Honduras                                                                | 2 – 0                                                                   | Belize                                                                  | Amichevole                                                              | -0                                                                      | 46’                                                                     |
| 7-6-2008                                                                | La Ceiba                                                                | Honduras                                                                | 3 – 1                                                                   | Nicaragua                                                               | Amichevole                                                              | -1                                                                      | 46’                                                                     |
| 1-2-2009                                                                | Tegucigalpa                                                             | Honduras                                                                | 1 – 0                                                                   | El Salvador                                                             | Qual. Gold Cup 2009                                                     | -0                                                                      |                                                                         |
| Totale                                                                  |                                                                         | Presenze                                                                | 5                                                                       |                                                                         | Reti                                                                    | -1                                                                      |                                                                         |